# وضعیت برد
وضعیت برد (انگلیسی: Brad's Status) یک فیلم به کارگردانی مایک وایت است که در سال ۲۰۱۷ منتشر شد. از بازیگران آن می‌توان به بن استیلر و مایکل شین اشاره کرد.